# 劇団空晴
空晴（からっぱれ）は大阪に拠点を置く劇団。
2005年12月に解散したランニングシアターダッシュのメンバー5人により結成された。主催者は岡部尚子。
※正式名称は「空晴」。”劇団”は付かない。

## 公演履歴
- 旗揚げイベント　「空晴　誕生会」（2007年4月）大阪：ma2ha
- 旗揚げ公演　「きのうのつづき」（2007年10月）東京：OFFOFFシアター  大阪：ウイングフィールド
- 第二回公演　「つづきのとちゅう」（2008年6月）　東京：劇場MOMO  大阪：ウイングフィールド
- 第三回公演　「引っ越しのススメ」/リーディング「一番の誕生日！」（2008年12月/2009年2月）　大阪：精華小劇場  東京：OFFOFFシアター
- 第四回公演　「いってきますの、あと」（2009年7月）大阪：ウイングフィールド  東京：OFFOFFシアター
- 第五回公演  「もう一回の、乾杯。」（2010年3月）東京：劇場HOPE（中野）  大阪：ウイングフィールド
- 第六回公演　「ボクのサンキュウ」（2010年7~8月）兵庫：アイホール　福岡：大博多ホール　東京：駅前劇場
- 第七回公演　「いつもの朝ごはん」（2011年2~3月予定）大阪：ウイングフィールド  東京：OFFOFFシアター

## 俳優
- 岡部尚子(主催・演出・脚本)
- 上瀧昇一郎
- 平本光司
- 川下ともこ
- 小池裕之
- 上田康人